# Social Text
Social Text é um periódico pós-moderno de estudos culturais, sendo publicado pela Duke University Press.
A publicação ganhou notoriedade em 1996 pelo caso Sokal,  quando seus editores publicaram um artigo do físico Alan Sokal intitulado “Transgressing the Boundaries: Towards a Transformative Hermeneutics of Quantum Gravity” (em português, “Transgredindo as fronteiras: em direção a uma hermenêutica transformativa da gravitação quântica”). Sokal escreveu o artigo intencionalmente como um embuste, construído - segundo ele próprio - em torno “das mais tolas citações que eu pude encontrar... de alguns dos mais proeminentes intelectuais franceses e americanos” e com uma “argumentação sem sentido ligando essas citações”. No artigo, Sokal defendia que a gravidade quântica é um construto lingüístico e social. O escândalo decorrente da publicação levantou um debate sobre ética acadêmica e sobre a qualidade da pesquisa publicada no campo das humanidades. O caso Sokal rendeu aos editores da Social Text o Prêmio IgNobel de Literatura em 1996.